# گمینا سواونو (استان پومرانی غربی)
گمینا سواونو (استان پومرانی غربی) (به لهستانی:  Gmina Sławno) یک گمینا در لهستان است که در شهرستان سواونو واقع شده‌است. گمینا سواونو ۲۸۴٫۲۰ کیلومتر مربع مساحت و ۸٬۸۵۵ نفر جمعیت دارد.